# Simona Dvořáková
Simona Stanton, rozená jako Simona Dvořáková (* 3. června 1994, Praha) je česká modelka, finalistka České Miss 2014, vítězka Miss Golf 2011, lyžařská instruktorka a tenisová trenérka.

## Osobní život
Pochází z Průhonic. Od roku 2010 studovala na Gymnáziu Jana Nerudy. Poté si přála studovat psychologii v Anglii. Od roku 2012 byl jejím přítelem Tomáš Topolánek. Své plány změnila v roce 2015, kdy se rozešla s přítelem a odletěla do Dubaje, kde se věnuje modelingu a také tenisu. Od září 2015 se chystala studovat psychologii na britské univerzitě v Dubaji. V červnu 2017 se provdala za svého přítele Allana Stantona, přijala jeho příjmení a nyní[kdy?] se jmenuje Simona Stanton.[zdroj?]

## Modeling
V italském Miláně pracovala pro značky Blumarine, Ermanno Scervino, L'Oreal a další. V Čechách se zúčastnila Prague Fashion Weekendu 2012 a šla přehlídky spodního prádla La Perla a přehlídku luxusního obchodu Simple Concet Store v modelech Yves Saint Laurent, Balenciaga nebo Givenchy.
V létě 2012 pracovala jako modelka v Singapuru. V létě 2013 pracovala jako modelka v tureckém Istanbulu. Od roku 2015 pracuje pro Escape Event Management v Dubaji.

## Soutěže krásy
V roce 2011 vyhrála soutěž Miss Golf a získala tak přímý postup do semifinále České Miss. Vzhledem k nezletilosti se ale nemohla nejbližšího ročníku zúčastnit.
V listopadu 2013 se zúčastnila osmého a zároveň poslední castingu do České Miss 2014, který se konal v Centru Černý Most a postoupila do semifinále. Semifinále se konalo 12. prosince 2013 v Praze, kde postoupila do finále. Zde se ale neumístila.[zdroj?]